# Lycopodium diaphanum
Lycopodium diaphanum är en lummerväxtart som först beskrevs av Ambroise Marie François Joseph Palisot de Beauvois, och fick sitt nu gällande namn av Olof Swartz. Lycopodium diaphanum ingår i släktet lumrar, och familjen lummerväxter. Inga underarter finns listade i Catalogue of Life.